# Geitoneura fulva
Geitoneura fulva är en fjärilsart som beskrevs av Arthur Sidney Olliff 1889. Geitoneura fulva ingår i släktet Geitoneura och familjen praktfjärilar. Inga underarter finns listade i Catalogue of Life.